# 1860 au théâtre
| Années du théâtre : 1857 - 1858 - 1859 - 1860 - 1861 - 1862 - 1863    |
| Décennies du théâtre : 1830 - 1840 - 1850 - 1860 - 1870 - 1880 - 1890 |

## Pièces de théâtre représentées
- 26 mars : La Grande Marée, mystification mêlée de chants des Frères Cogniard et Monsieur Clairville, au théâtre des Variétés
- 20 juillet - Les mémoires de Mimi-Bamboche, vaudeville en 5 actes d’Eugène Grangé et Lambert Thiboust, au Théâtre du Palais-Royal[1].
- 8 septembre : Le Pied de Mouton, grande féérie-revue-ballet des Frères Cogniard et Hector Crémieux, au théâtre de la Porte-Saint Martin
- 23 décembre : Oh! la, la ! Qu'c'est bête tout çà !, revue des Frères Cogniard et Monsieur Clairville, au théâtre des Variétés

## Naissances
- 29 janvier : Anton Tchekhov.
- 12 février : Albert Brasseur, de son vrai nom Jules Cyrille Albert Dumont.